# علام يعيش الإنسان
علام يعيش الإنسان (بالروسية: Чем люди живы) هي قصة قصيرة حُبِكَت مادتها على يد المؤلف الروسي ليو تولستوي في عام 1885. وتعتبر واحدة من القصص القصيرة ضمن مجموعته القصصية المعنونة «علام يعيش الإنسان وقصص أخرى» والتي نشرت في عام 1885. تحتوي المجموعة كذلك على أعمال ومؤلفات أخرى أمثال «الأسئلة الثلاثة» و«دار القهوة في سورات» و«كم يحتاج الرجل من فدَّان؟».
أشار الروائي ألكسندر سولجنيتسين إلى الرواية المعنية في عمله الأدبي الذي يحمل عنوان «قسم السرطان» أو «جناح السرطان».
وقد نقلت الرواية إلى اللغة العربية وحملت عناوين مختلفة حيث تُرجِمَ عنوان الرواية إلى «بما يعيش الناس» و«كلمات ثلاثة». وقد ترجمت القصة إلى العربية بأسلوب مسرحي في كتاب «نصوص ذهبية» للأديب المصري هشام عيد عن معالجة مسرحية قام بها الأديب الفرنسي مايلز ماليسون.

## شخصيات الرواية
- سيمون – صانع أحذية متواضع.
- ماترينا – زوجة سيمون.
- مايكل – ملاك مطرود من ملكوت الرب وقد صيره الرب إلى إنسان فاني ولكن بروح ملائكية منزوع الجناحين.

## خلاصة الرواية
صانع أحذية فقير ومتواضع يدعى سيمون خرج في يوم من الأيام ليجلب قطعاً من جلد الخراف حتى يصيرهن إلى معطف شتوي يتقاسمه مع زوجته. غالباً ما كان ينفق سيمون ماله الذي يكسبه من عمله الشحيح على إطعام زوجته وأولاده الصغار. قرر سيمون أن يطالب زبائنه بالنقود التي يدينون له بها والبالغ مقدارها خمسة روبلات روسية وعشرون من الكوبك الروسي حتى يتمكن من شراء قطع الجلد. وبينما هو خارجاً في سبيله طلباً للمال استدان ثلاثة روبلات ورقية من خزينة زوجته، وانتهى به المطاف محصلاً عشرين كوبك روسياً بدل من المبلغ المستحق، وبذلك أحس سيمون بقبضة تعتصر قلبه جعلته ينفق ماله على معاقرة الخمر قبل أن يعاود أدراجه إلى منزله المتواضع.
وفي طريق عودته كان سيمون قد استشاط غضباً لعدم قدرته على فعل أي شيء بالعشرين كوبك لا سيما أنه بذل ماله كله على معاقرة الخمر، إلا أنه قال في نفسه، وهو يشعر بالدفء من أثار الشرب أنه قادر على تحمل قرّ الشتاء دون حاجته إلى معطف. وعندما وصل إلى الضريح القائم عند منحنى نهاية الطريق استوقفه شيء بدا باهتاً ومستنداً إلى حائط الضريح. حدّق سيمون ملياً ولاحظ أن ذلك الشيء الباهت لم يكن سوى رجلاً عارياً اعتراه الوصب والتعب. في بادئ الأمر اعترى سيمون الشك والخوف من الرجل وأنه قد يحمل نوايا سيئة بمجرد وجوده على تلك الحال، فاستهل سيمون خطاه متجاهلاً الرجل حتى لمحه وهو يرفع رأسه وينظر محدقاً نحوه، حينها حدث سيمون نفسه وأحسّ بالعار لإغفاله الرجل فطفق عائداً لمساعدته.
خلع سيمون بعضاً من ملابسه وألبسها للرجل الغريب وأعطاه زوجا النعل التي كان يحملهما معه لخصفهما لأحد زبائنه ثم ساعد الغريب في حمله مستنداً على كتفه وهما يسلكان الطريق نحو المنزل. وعلى الرغم من أنهما كانا يمشيان جنباً إلى جنب إلا أن الغريب لم ينبس ببنت شفة، وعندما كان سيمون يسأله كيف حال به الأمر عارياً على قارعة الطريق، لم يكن الغريب ليرد عليه سوى بإجابتين؛ إما «لا أستطيع أن أجيب عن سؤالك» أو «لقد عاقبني ربي». وفي تلك الأثناء، كانت ماترينا – زوجة سيمون – تفكر ما إذا كان عليها أن تعجن بعضاً من الخبز أم لا لعدم وجود كفاية من الخبز لسد رمقهم حتى إفطار صباح اليوم التالي. وبذلك قررت ألا تعجن الخبز حتى يحين شروق شمس صباح يوم غد. وبينما أحست باقتراب سيمون من عتبة باب بيتهم ثارت ثائرتها إزاء رؤيتها زوجها مصطحباً رجلاً غريباً يرتدي ملابسه في الوقت نفسه.
وفي الحال عبّرت ماترينا عن امتعاضها من سيمون وصاحبه، وكالت له سيلاً من الشتائم، ثم شرعت في توبيخ زوجها إثر عودته من مطافه مخموراً دون شراء قطع الجلد من أجل معطفهما الشتوي. وحالما خفّت وتيرة النقاش، دعت الغريب للجلوس ولتناول طعام العشاء معهما. وبعد رؤيتها للغريب وهو يتناول بشراهة قطع الخبز التي كانت قد وضعتها في طبق قدمته إليه انتابتها عاطفة الرحمة والشفقة وبدت أثارهما على قسمات محياها. بعد أن أحس الغريب بعاطفتها نحوه، أشرقت نواجذه في الحال وابتسم لبرهة من الوقت، ثم استمعا إليه وهو يروي قصته مع سيمون وكيف أنه اعتنى به بعد أن رآه في حالة يرثى لها، وحالما أنتهى من سرد حكايته، أسرعت ماترينا لإعطائه مزيداً من ملابس سيمون.
وبحلول صباح اليوم التالي، فاتحه سيمون الحديث سائلاً إياه عن اسمه، فأجابه بكل بساطة أنه يدعى مايكل. بعد ذلك أوضح سيمون أن بإمكانه أن يبقى معهما في المنزل طالما يكسب قُوْته مقابل أن يساعده في عمله كصانع أحذية. وافق مايكل على تلك الشروط والتزم بعمله حتى أصبح مساعداً أميناً مع مرور الزمن.
وفي يوم من أيام الشتاء الباردة، جاء رجل من طبقة النبلاء إلى المكان الذي يعمل فيه سيمون ومساعده الأمين مايكل، وبصرامة فظّة، طلب الرجل النبيل من سيمون، كونه صانع الأحذية الأكثر براعة، أن يصنع له حذاء من الجلد الغليظ بشروطٍ محددة وهو أن ألا يفقد شكله وألا تتعرض رباطه للتشقق وإلا سيقوم بإلقاء القبض على سيمون. وعندما أشار سيمون إلى مايكل بأخذ الجلد والبدء في صناعة حذاء الرجل النبيل، كان مايكل يحدّق من خلف كتفي الرجل النبيل فابتسم للمرة الثانية منذ تواجده في المكان، وبينما كان مايكل يقص الجلد ويخيطه، قام بصنع خُف بدلاً من صناعة الحذاء كما أشترط الرجل النبيل. كان الآوان قد فات حينما لحظه سيمون فصرخ موبخاً إياه طالباً منه أن يشرح له السبب الذي دفعه ليرتكب فعلة حمقاء كهاته، وقبل أن يجيب مايكل، قَدِم ساعي الرجل النبيل وأخبرهما أن النبيل قد وافته المنية ورأى لو كان بإمكانهما أن يصنعا خُفَّاً لينتعله الرجل النبيل يوم تشييع جنازته، أصاب سيمون الذهول من وراء هذا وأخذ يراقب مايكل وهو يعطي الساعي زوجا الخُف اللذين خصفهما للتو. أخذ الوقت يمضي ويمضي وسيمون ما فتئ يشعر بالامتنان والرضا عن مايكل وأمانته في العمل.
وفي السنة السادسة، قَدِم إليهما زبون آخر؛ امرأة رفقة ابنتيها، إحداهن مقعدة. سألت المرأة لو كان بمقدور سيمون أن يصنع زوجاً من الأحذية لكل واحدة من ابنتيها. ثلاثة أحذية من المقاس نفسه طالما أنهن يرتدين ذات المقاس وحذاء آخر من أجل قدمي الفتاة المقعدة. وبينما أخذت المرأة في تعبئة الطلب كان مايكل يجول ببصره محدقاً في الفتاتين وسيمون يتعجب من السبب. وما أن بدأ سيمون في قياس أقدام الفتاتين سأل المرأة عما لو كن أطفالها وكيف انتهى المطاف بإحداهن مقعدة، فقالت المرأة أنها لا تمتّ لهنّ بأي صلة وأن أمهن عندما كانت على فراش موتها سحقت ساقي ابنتها عَرَضَاً. وعبرت عن مشاعرها قائلة إنها لم تستطع أن تجد في قلبها ما يدعوها لتركهن وحيدتين في الميتم بل قامت بتبنيهما لتأخذهنّ تحت كنفها. حالما سمع مايكل ما قالته المرأة ابتسم للمرة الثالثة.
وأخيراً عندما غادرت المرأة والطفلتان، دنا مايكل من سيمون وفاتحه بحلول لحظة الوداع معللاً ذلك بأن الرب قد غفر له أخيراً. وحالما أسرَّ مايكل بذلك، أحاطته هالة سماوية وأيقن سيمون حينها بأن مساعده الأمين لم يكن مجرد بشر عادي. سأله سيمون لما النور يخرج منه ولما كان قد ابتسم لثلاثة مرات فقط، فأفشى مايكل له بسره قائلا إنه ليس سوى ملاك أُمر بقبض روح امرأة قد حانت ساعتها لتنتقل إلى الآخرة، إلا أنه قد سمح للمرأة أن تعيش لأنها توسلت له أن يتركها تعتني بأطفالها وأنه ليس من أحد قط سوى أمهم لتعتني بهم، وما أن عصا أمر ربه عاقبه وأمره أن يبحث عن إجابات لثلاثة أسئلة: ما الذي مُنِحْهُ الإنسان؟ وما الذي مُنِعْهُ الإنسان؟ وعلام يعيشُ الإنسان؟ وبعد أن هبط مايكل إلى الأرض ليقبض روح تلك المرأة، وجد المرأة جثة هامدة تقلبت فسحقت قدمي تلك الفتاة المقعدة، بعد ذلك، وجد مايكل نفسه منزوع الجناحين ولم يعد ملاكاً بل أصبح بشرياً فانياً وعارياً. وحين أنقذه سيمون أدرك حينها أنه يجدر به أن يجد الأجوبة عن تلك الأسئلة، فعلم جواب السؤال الأول عندما انتابت ماترينا رحمة تجاهه، لهذا ابتسم وأدرك أن ما مُنِحْهُ الإنسان هو الحب، ثم أتته إجابة السؤال الثاني عندما أدرك أن ملك الموت لاح من وراء الرجل النبيل الذي كان يقوم بعمل تحضيرات السنة رغم أنه لم يكن ليعيش إلى مغيب الشمس، لهذا ابتسم وأدرك أن ما مُنِعْهُ الإنسان هو عدم معرفته لغاياته في الحياة، ومؤخراً، استوعب مايكل إجابة السؤال الأخير عندما رأى المرأة والفتاتين وعرف بأنهن ابنتا تلك الأم التي لم يستطع أن يقبض روحها في السابق، لهذا ابتسم وأدرك، بغض النظر عن كونه غريباً، أن ما يعيش عليه الإنسان ليس بحبه لنفسه بل بحب الآخرين، ثم أنهى كلامه قائلاً: «لقد فهمت الآن أن ما يعيش عليه الإنسان، على الرغم من أن ذلك يبدو في حبه لنفسه، إلا أن الحقيقة هي أن حب الآخرين وحده هو ما يعيش عليه الإنسان، وكل من يحب كان في معيّة الرب وكان الرب معه لأنّ الرب محبة». وعندما أنهى مايكل حديثه، ترنم بحمد ألآء ربه، وانبثقت أجنحته من ظهره، وصعد عائداً إلى الملكوت.